# Maurice Nisard
Maurice Nisard, né le 31 mars 1914 à La Goulette en Tunisie et mort le 2 décembre 2000 dans le 12e arrondissement de Paris, est un avocat, professeur de droit et militant communiste franco-tunisien.
Il est président de l'université Paris-XIII de 1977 à 1982.

## Biographie

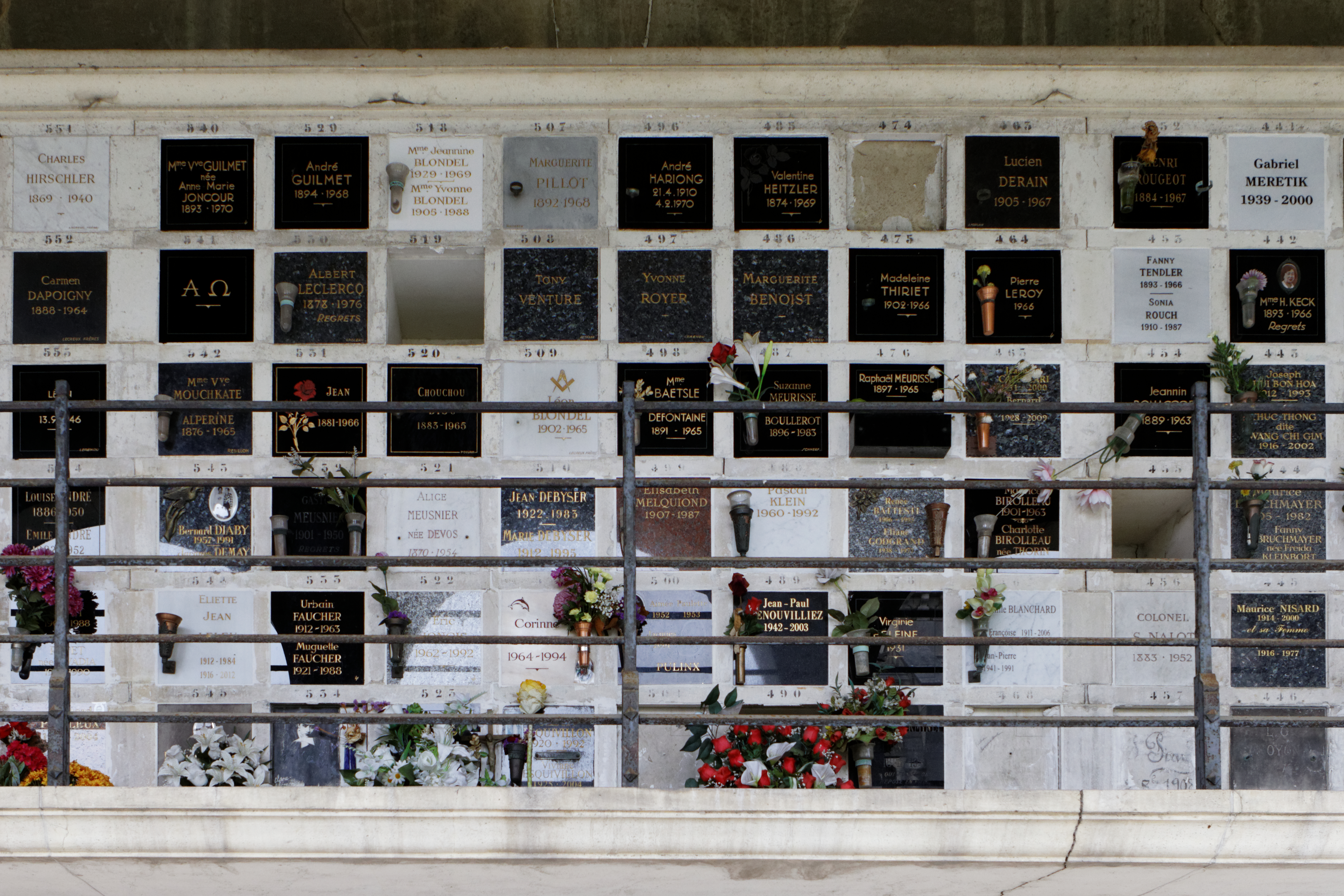
Sépulture de Maurice Nisard et son épouse au Père-Lachaise (en bas à droite).

### Jeunesse et formation
Fils d'un avocat tunisien, il grandit dans une famille juive peu pratiquante.  
Il passe son baccalauréat en 1930 au lycée Carnot. 
Il obtient une licence de droit en 1934 au centre d'études juridiques de Tunis et devient avocat la même année au barreau de Tunis. 

### Militant communiste
Il adhère au PCF en 1935 puis au PCT, alors illégal, en 1939. 
Le 18 mars 1942 il est condamné à mort par le tribunal maritime de Bizerte après avoir été dénoncé par Ferdinand Pauser. Il devient secrétaire-adjoint du PCT la même année. 
En 1957 il est exclu du bureau politique du PCT. 

### Avocat et universitaire
En 1956 il exerce comme avocat à la Cour de cassation de Tunisie.
En 1968 il publie sa thèse sur le droit international privé tunisien en matière de statut personnel. Il obtient la même année un poste d’assistant à la faculté de droit de Paris.
Après avoir été reçu à l'agrégation en 1972, il enseigne jusqu'en 1973 à la faculté de droit de Besançon.
En 1973, il est maître de conférences puis professeur de droit à Paris XIII dont il devient président en 1978,.
En 1986, il est candidat communiste aux élections législatives de Seine-Saint-Denis.

### Vie privée
Il se marie en 1944 à Sarah Narboni, professeur de français au lycée Alaoui de Tunis et militante dans le mouvement des jeunes filles communistes. Ils ont deux filles.
Sa sépulture est au crématorium du Père-Lachaise aux côtés de son épouse morte en 1977,.